# Paul Anton Keller
Paul Anton Keller (Radkersburg, 1907. január 11. – Hart bei Graz, 1976. október 22.) osztrák író, költő. Főleg állat- és szellemtörténeteket írt, de anekdotákat és lírai műveket is.

## Életpályája
1906. január 11.-én született az ausztriai Radkersburgban, színészcsaládban. Első könyvét, a Liebessonettét 1923-ban adták ki. 1927-ben részt vett a stájer almanach szerkesztésében, 1931-ben jelent meg első verseskönyve.
Paul Anton 1935-ben feleségül vette Keller Margaret (Grete) Hausmannt. 1937-ben egy sor ingatlan megvásárlásába kezdett: Keller megszerezte a Sauflossal rendelkező Flamhof kastélyt[pontosabban?], melyet 1939-ben egy petersbergeni farm és egy leibnitzi szőlőültetvény megvásárlása követett. Ugyanebben az évben Keller a náci írók kamarájának vezetője lett Grazban. A nemzeti szocializmus időszakában, de később is nagyon produktív volt.
1968-ban feleségével, Margitával megvásárolta a Lockenhaus kastélyt. Halála után egy alapítványt alapítottak a kastély építésének folytatására.

## Díjak és kitüntetések
- Peter Rosegger-díj (1955)
- Kaindorf an der Sulm tiszteletbeli állampolgárává (1956)
- Burgenland állam érme (1971)-ben megkapta Burgenland állam érmét, a következő évben
- Hart bei Graz tiszteletbeli állampolgára (1972)